# 黄土坑街道
黄土坑街道，是中华人民共和国吉林省四平市铁东区下辖的一个乡镇级行政单位。

## 行政区划
黄土坑街道下辖以下地区：
振兴社区、万盛社区、南桥社区和双汇社区。